# Yersinia
Yersinia ist der Name einer Gattung von gramnegativen, meist stäbchenförmigen Bakterien aus der Familie der Yersiniaceae, welche sich unter fakultativ anaeroben Bedingungen vermehren. Im Plural werden Vertreter der Gattung „eingedeutscht“ auch als Yersinien bezeichnet. Nach dem Code der Nomenklatur der Bakterien ist das grammatische Geschlecht des Gattungsnamens feminin. Von medizinischer Bedeutung für den Menschen sind die Arten Yersinia pestis, Yersinia pseudotuberculosis und Yersinia enterocolitica, weitere Yersinia-Arten können bei Tieren Krankheiten verursachen. Daneben gibt es auch Vertreter der Gattung, die in der Umwelt, z. B. in Gewässern und Böden zu finden sind und nicht pathogen („krankheitserregend“) sind.

## Etymologie
Der Gattungsname wurde zu Ehren des Schweizer Bakteriologen Alexandre Émile Jean Yersin gewählt. Er forschte 1894 in Hongkong nach dem Erreger der Pest. Es gelang ihm, den Erreger aus befallenen Lymphknoten (Bubonen) von Pesttoten zu isolieren und die Krankheit auf Mäuse, Ratten und Meerschweinchen zu übertragen. Zur gleichen Zeit forschte auch der japanische Bakteriologe Kitasato Shibasaburō in Hongkong nach dem Erreger und konnte ihn aus dem Blut isolieren. Im weiteren Verlauf der Untersuchungen kam es zu einer Verunreinigung der Bakterienkulturen durch Pneumokokken. Aus diesem Grund wird Yersin in vielen Literaturquellen als Entdecker genannt, während andere beiden Wissenschaftlern unabhängig voneinander die Entdeckung zuschreiben.

## Merkmale

### Erscheinungsbild

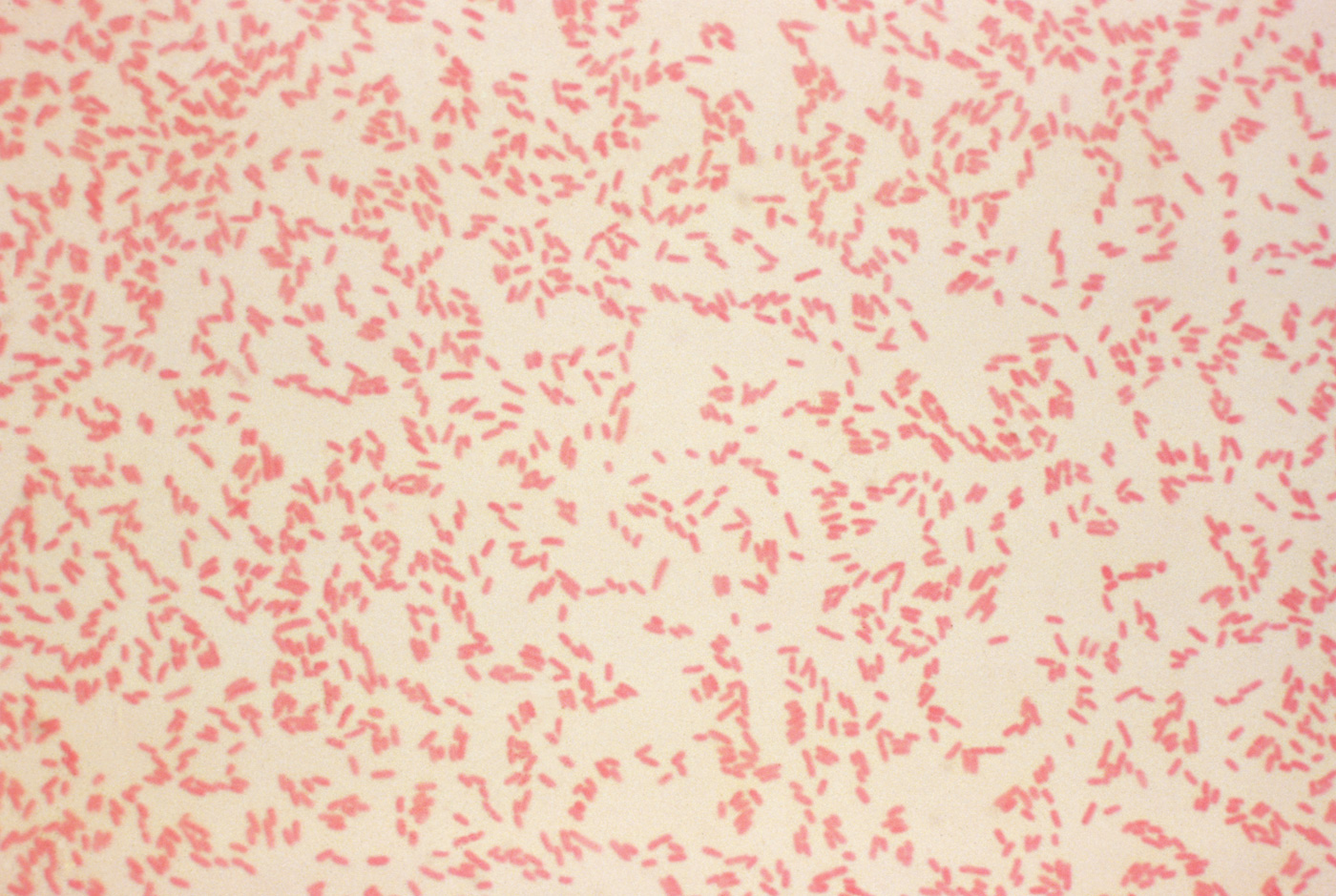
Lichtmikroskopisches Bild von Yersinia enterocolitica nach Gram-Färbung, es sind zahlreiche rot angefärbte (gramnegative) Zellen zu erkennen.

Bei den Vertretern der Gattung Yersinia handelt es sich um gramnegative Bakterien, sie bilden keine Überdauerungsformen wie Endosporen. Mehrere Arten sind durch Flagellen zur aktiven Bewegung fähig. Die Begeißelung wird jedoch nur in einem bestimmten Temperaturbereich bei ihrer Kultivierung ausgebildet. Die Zellen von Yersinia-Arten sind stäbchenförmig, dabei variiert die Größe, so dass sie als pleomorphe Stäbchen oder kokkoide Stäbchen beschrieben werden. Manche Yersinia-Arten besitzen eine Kapsel, die der Bakterienzellwand aufgelagert ist, dies ist u. a. bei Yersinia pestis der Fall. Innerhalb einer Art kann es Bakterienstämme geben, die über eine Kapsel verfügen, während sie bei anderen Stämmen nicht auftritt. Dies ist beispielsweise bei Y. enterocolitica der Fall. Die Kapsel wirkt als Antigen.

### Wachstum und Stoffwechsel
Die Zellen wachsen fakultativ anaerob, sie können sich also auch vermehren, wenn kein Sauerstoff vorhanden ist. Sie sind Katalase-positiv und Oxidase-negativ. Die optimale Temperatur für das Wachstum liegt bei 20–37 °C, somit gehören die Vertreter der Gattung Yersinia zu den mesophilen (mittlere Temperaturen bevorzugenden) Bakterien. Die Temperatur bei der Kultivierung hat bei einigen Yersinia-Arten Auswirkung auf die Zellmorphologie. So bildet Y. pestis bei 37 °C eine Kapsel aus, während dies bei niedrigeren Temperaturen (28–30 °C) nicht geschieht. Y. pseudotuberculosis zeigt nur eine Begeißelung, falls die Temperatur bei der Kultivierung unter 30 °C liegt. Außerdem tolerieren mehrere Arten auch deutlich niedrigere Temperaturen und sind noch bei 4 °C zur Vermehrung fähig, z. B. Y. enterocolitica.
Yersinia betreibt einen chemoorganotrophen und heterotrophen Stoffwechsel, sie benutzt organische Verbindungen als Energiequelle und ebenso zum Aufbau zelleigener Stoffe. Der Stoffwechsel ist typisch für die Vertreter der Enterobacteriaceae zu denen Yersinien einst gezählt wurden, unterschiedliche Substrate werden in einer Gärung verwertet. So werden unter anderem die Kohlenhydrate Glucose und Arabinose fermentativ zu Säuren und anderen Produkten abgebaut. Gas wird dabei nicht gebildet. Lactose wird nicht abgebaut. Hingegen wird der Zuckeralkohol Mannitol unter Säurebildung verwertet. Die meisten Yersinia-Arten verfügen über das Enzym Urease und können somit Harnstoff verwerten. Weiterhin sind sie in der Lage, Nitrat mit Hilfe des Enzyms Nitratreduktase (NADH) zu Nitrit zu reduzieren. Sie verfügen jedoch nicht über das Enzym Lysindecarboxylase (LDC), das die Abspaltung von Kohlenstoffdioxid (CO2) bei der Aminosäure Lysin ermöglicht. Schwefelwasserstoff (H2S) wird nicht gebildet, ebenso wenig Indol, der Indol-Test ist negativ. Der Voges-Proskauer-Test verläuft bei den meisten Arten negativ, es wird kein Acetoin gebildet. Weitere Stoffwechselreaktionen, wie beispielsweise das Vorkommen des Enzyms Ornithindecarboxylase (ODC) oder die Verwertung verschiedener Kohlenhydrate und Zuckeralkohole (z. B. Sorbitol) unter Säurebildung können in einer Bunten Reihe geprüft werden, um die Arten voneinander und von Vertretern der Familie der Enterobacteriaceae zu unterscheiden.

### Genetik
Der GC-Gehalt (der Anteil der Nukleinbasen Guanin und Cytosin) in der Bakterien-DNA liegt zwischen 46 und 50 Molprozent. Dies ist vergleichbar mit dem GC-Gehalt in der DNA von Escherichia coli und anderer Enterobacteriaceae. Seit 2001 gehört Yersinia pestis zu den sequenzierten Organismen, das Genom des Bakteriums ist vollständig bekannt. Neben dem Bakterienchromosom umfasst es auch drei Plasmide. Bis 2014 wurde das Genom von elf weiteren Arten sequenziert, in chronologischer Reihenfolge Y. pseudotuberculosis, Y. bercovieri, Y. frederiksenii, Y. intermedia, Y. mollaretii, Y. enterocolitica, Y. aldovae, Y. kristensenii, Y. rohdei, Y. ruckeri, und Y. similis. Dabei wurden ein oder mehrere Plasmide bei Y. enterocolitica, Y. frederiksenii, Y. pseudotuberculosis, Y. ruckeri, und Y. similis gefunden.

### Pathogenität
Die Gattung Yersinia umfasst sowohl für den Menschen oder für Tiere pathogene („krankheitserregende“) Arten wie auch Arten, die apathogen sind. Zu diesen gehören beispielsweise Y. aldovae und Y. mollaretii, sie werden durch die Biostoffverordnung in Verbindung mit der TRBA (Technische Regeln für Biologische Arbeitsstoffe) 466 der Risikogruppe 1 zugeordnet. Die meisten Spezies werden der Risikogruppe 2 zugeordnet, werden also als pathogen eingestuft, hierzu gehören z. B. die Zoonoseerreger Y. enterocolitica, Y. frederiksenii und Y. pseudotuberculosis. Einzig Y. pestis wird der Risikogruppe 3 zugeordnet, deren Kennzeichen ist, dass die verursachte Infektionskrankheit ernstere Folgen hat.
Eine Besonderheit der Yersinia-Arten ist, dass sie zahlreiche Proteine sezernieren, also aus der Zelle an die Umgebung abgeben. Diese Proteine werden als YOP (englisch Yersinia outer protein, „äußere Proteine von Yersinia“) oder YOPs bzw. Yops im Plural bezeichnet. Sie haben bei den pathogenen Arten die Wirkung als Virulenzfaktoren, da sie beispielsweise antiphagozytäre Eigenschaften aufweisen, d. h. die Phagozytose im Rahmen der Immunabwehr verhindern. Die Gene, die für diese Proteine codieren, befinden sich auf einem Plasmid. Apathogenen Arten oder Stämmen fehlt dieses Plasmid.
Verschiedene pathogene Yersinia-Arten bilden Siderophore. Dabei handelt es sich um niedermolekulare Verbindungen, die Eisen(III)-Ionen durch Komplexierung binden und dadurch die Eisenzufuhr der Bakterien fördern. Ein bekannter Vertreter ist das als Yersiniabactin (Ybt) bezeichnete Siderophor, das bei Y. pestis, Y. pseudotuberculosis und einigen Stämmen von Y. enterocolitica zu finden ist. Die Wirkungsweise als Virulenzfaktor ist noch nicht abschließend geklärt. Jedoch führt die gestörte Biosynthese des Yersiniabactins bei den betroffenen Stämmen zu einer deutlichen Virulenzminderung. Außerdem ist die Exprimierung der ybt-Gene bei Bakterien erhöht, die Zellen von Säugetieren infiziert haben, im Vergleich zu den Bakterien, die in einem Nährmedium kultiviert werden. Bei Y. pseudotuberculosis wurden noch weitere Siderophore entdeckt, die als Pseudochelin (Pch) und Yersiniachelin (Ych) bezeichnet werden und ebenfalls im Genom anderer Yersinia-Arten codiert sind. Allerdings konnte dort die Exprimierung eines funktionsfähigen Siderophors noch nicht nachgewiesen werden.

## Nachweise

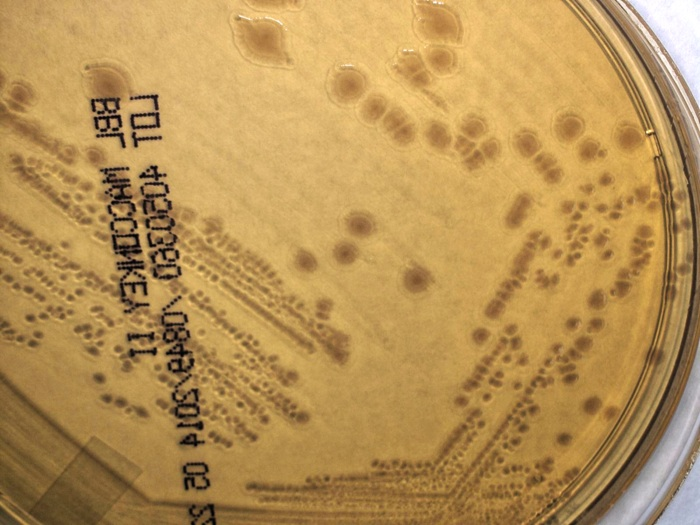
Kolonien von Yersinia pseudotuberculosis auf MacConkey-Agar, mit negativem Ergebnis für den Lactose-Abbau.

Bei den Proben kann es sich um klinisches Material (z. B. Blut, Sputum, Stuhl oder aus den Lymphknoten abgesaugtes Sekret bei Beulenpest, das Lymphknotenaspirat bzw. Bubonenaspirat) oder um Lebensmittel, Wasser oder andere Proben aus der Umwelt handeln, die möglicherweise Yersinien enthalten. Bei letzteren ist meist eine Anreicherung der Bakterien erforderlich, dazu wird eine flüssige Nährbouillon verwendet, die Pepton, Sorbit und Gallensalze enthält, sie wird auch als PSBB (englisch für Peptone Sorbitol Bile Broth) abgekürzt. Für die Kultivierung sind prinzipiell alle Nährmedien geeignet, die als Selektivmedien für Enterobacteriaceae verwendet werden, beispielsweise MacConkey-Agar oder Eosin-Methylen-Blau-Agar. Ebenso kann Blutagar benutzt werden, wobei es dort zu keiner Hämolyse kommt. Es steht auch ein Yersinia-Selektivmedium zur Verfügung, das nach drei der darin enthaltenen Komponenten als Cefsulodin-Irgasan-Novobiocin-Agar (CIN-Agar) bezeichnet wird. Es ist zu beachten, dass Tätigkeiten mit Y. pestis, bei denen der Krankheitserreger vermehrt wird, nur in einem Labor der Schutzstufe 3 durchgeführt werden dürfen. Mit den auf den Nährmedien gewachsenen Kolonien wird dann eine „Bunte Reihe“ durchgeführt, um die Art zu identifizieren (siehe Wachstum und Stoffwechsel). Ein darauf basierendes Schnellbestimmungssystem im Miniaturformat (Analytical Profile Index) zur Bestimmung von Bakterien aus den Familien Enterobacteriaceae ist kommerziell verfügbar.
Bei Y. enterocolitica ist diese Vorgehensweise nicht ausreichend, da andere Yersinia-Arten sich durch die biochemischen Merkmale der Bunten Reihe nicht von ihr unterscheiden lassen. Hier ist die Zuordnung zu den Serotypen mittels eines Agglutinationstests sinnvoll. Dabei wird ein polyvalentes O-spezifisches Antiserum eingesetzt, das mit Probematerial, welches O-Antigene von Y. enterocolitica enthält, zur Agglutination führt. Der Nachweis von Yersinia-Arten kann auch durch serologische Verfahren erfolgen, die auf der Antigen-Antikörper-Reaktion basieren. Aus klinischen Proben kann der Nachweis für Antikörper erfolgen, die gegen die YOPs gebildet wurden. Dazu wird das ELISA-Verfahren (quantitativer Nachweis) oder ein Western Blot durchgeführt.
Im Weiteren ist eine Schnellanalytik mittels MALDI-TOF MS in Kombination mit entsprechender Chemometrik möglich.

## Vorkommen
Yersinia-Arten sind ubiquitär verbreitet, sie wurden im Boden, Wasser, Tieren, Lebensmitteln und im Falle der pathogenen Arten auch bei infizierten Menschen gefunden.
Das Habitat von Y. aldovae ist das Wasser. Y. bercovieri wurde hauptsächlich bei Patienten mit Durchfall-Erkrankungen gefunden, weiterhin in ungegarten Lebensmitteln sowie Umweltproben. Y. enterocolitica ist in Gewässern beheimatet und auch im Tierreich weit verbreitet. Sie ist im Darm von Säugetieren zu finden, seltener bei Insekten und Amphibien. Im Hinblick auf die Übertragung durch Lebensmittel ist Schweinefleisch von großer Bedeutung. Y. frederiksenii wurde aus Süßwasser, Abwasser und Böden isoliert, weiterhin gehören Wildtiere und domestizierte Tiere zu ihrem Habitat und sie wurde in Lebensmitteln sowie bei kranken und gesunden Menschen gefunden. Ähnliches gilt für Y. intermedia, die aus Süßwasser und darin lebenden Tieren, Wildtieren und domestizierten Tieren, Lebensmitteln sowie gesunden und kranken Menschen (Erkrankungen des Verdauungstraktes) isoliert wurde.
Auch Y. kristensenii wurde aus Proben aus der Umwelt, aus Lebensmitteln, Tieren sowie kranken und gesunden Menschen isoliert, Ähnliches gilt für Y. mollaretii. Für Y. pestis ist seit der Aufklärung der Infektionsquellen und Infektionswege der Pest bekannt, dass sie bei Nagetieren wie der Hausratte zu finden ist und über Flöhe als Vektoren verbreitet wird. Y. pseudotuberculosis ist in Gewässern beheimatet und verursacht bei vielen Tierarten und dem Menschen eine Gastroenteritis. Y. rohdei wurde aus den Fäzes von Hunden und Menschen isoliert und ist in Gewässern beheimatet. Y. ruckeri wurde aus der Regenbogenforelle (Oncorhynchus mykiss) isoliert, bei der sie die Krankheit „enteric red mouth disease“ verursacht, die wirtschaftlichen Schaden in der Aquakultur der Lachsfische verursacht. Das Habitat von Y. similis sind Böden.

## Systematik

### Äußere Systematik
Die Gattung Yersinia zählt inzwischen nicht mehr zur Familie der Enterobacteriaceae, sondern zu den Yersiniaceae in der Ordnung der Enterobacteriales, die der Klasse der Gammaproteobacteria angehört. 

### Innere Systematik
Die Typusart der Gattung ist Yersinia pestis, die 1896 von Lehmann und Neumann als „Bacterium pestis“ erstbeschrieben wurde. Die Gattung wurde 1944 durch van Loghem etabliert.
Folgende Arten und Unterarten (Subspezies) sind bekannt (Stand 2014):
- Yersinia aldovae Bercovier et al. 1984
- Yersinia aleksiciae Sprague & Neubauer 2005 (Durch die Untersuchung von phänotypisch abweichenden Stämmen von Y. kristensenii wurde entdeckt, dass diese eine eigene Spezies darstellen.[24])
- Yersinia bercovieri Wauters et al. 1988
- Yersinia enterocolitica (Schleifstein & Coleman 1939) Frederiksen 1964
  - Yersinia enterocolitica subsp. enterocolitica (Schleifstein & Coleman 1939) Neubauer et al. 2000
  - Yersinia enterocolitica subsp. palearctica Neubauer et al. 2000
- Yersinia entomophaga Hurst et al. 2011
- Yersinia frederiksenii Ursing et al. 1981
- Yersinia intermedia Brenner et al. 1981
- Yersinia kristensenii Bercovier et al. 1981
- Yersinia massiliensis Merhej et al. 2008
- Yersinia mollaretii Wauters et al. 1988
- Yersinia nurmii Murros-Kontiainen et al. 2011
- Yersinia pekkanenii Murros-Kontiainen et al. 2011
- Yersinia pestis (Lehmann & Neumann 1896) van Loghem 1944
- Yersinia pseudotuberculosis (Pfeiffer 1889) Smith & Thal 1965
- Yersinia rohdei Aleksic et al. 1987
- Yersinia ruckeri Ewing et al. 1978
- Yersinia similis Sprague et al. 2008

Dabei sind mehrere Arten so nahe mit Y. enterocolitica verwandt, dass sie anhand ihrer phänotypischen Merkmale kaum voneinander zu unterscheiden sind und teilweise früher in „Untergruppen“ (ohne taxonomische Rangstufe) geführt wurden. Dazu gehören Y. aldovae, Y. aleksiciae, Y. bercovieri,
Y. frederiksenii, Y. kristensenii und Y. mollaretii. Y. intermedia stellt aufgrund der biochemischen Eigenschaften ein „Zwischenglied“ (lateinisch intermedia) zwischen Y. enterocolitica und Y. pseudotuberculosis dar. Während Y. similis (lat. similis, „ähnlich“) in den biochemischen Merkmalen Y. pseudotuberculosis so sehr ähnelt, dass sie durch eine Bunte Reihe nicht zu unterscheiden sind. Durch Untersuchung mehrerer Haushaltsgene von Y. pestis und Vergleich mit verwandten Arten wurde gezeigt, dass der Pesterreger als Klon von Y. pseudotuberculosis abstammt. Die Entwicklung begann vor 1.500 bis 20.000 Jahren, im Hinblick auf die Evolution ein kurzer Zeitraum.

## Humanmedizinisch bedeutsame Arten
Unter dem Begriff „Yersiniose“ werden die Erkrankungen durch Yersinia enterocolitica und Yersinia pseudotuberculosis zusammengefasst.

### Yersinia enterocolitica
Yersinia enterocolitica ist der Erreger einer fieberhaften Darmentzündung (Enterocolitis oder Enteritis) als Folge einer Nahrungsmittelinfektion. Häufig treten Begleiterscheinungen wie ein ausgedehntes Erythema nodosum, eine Yersinia-Arthritis oder die Reaktive Arthritis (ReA, auch Reiter-Krankheit genannt) mit Ekzemen der Handinnenflächen und der Fußsohlen auf.

### Yersinia pseudotuberculosis
Yersinia pseudotuberculosis ist ein Stäbchenbakterium, das sich durch eine peritriche Begeißelung auszeichnet. Die Geißeln werden jedoch nur ausgebildet, falls die Temperatur bei der Kultivierung unter 30 °C liegt. Y. pseudotuberculosis verursacht eine Erkrankung mit tuberkuloseähnlichen Symptomen bei Nagetieren (Rodentiose), Hasenartigen, Hundeartigen und Vögeln. Paarhufer können Durchfallerkrankungen mit Abmagerung und Gelbsucht entwickeln. Beim Menschen zeigt sich klinisch eine Lymphadenitis mesenterialis, die schwer von einer Appendizitis zu unterscheiden ist und daher auch als Pseudoappendizitis bezeichnet wird.

### Yersinia pestis
Yersinia pestis ist der Erreger der Pest. Es handelt sich um ein unbewegliches Stäbchen ohne Geißeln mit der Fähigkeit zur Harnstoffspaltung. Bei der Infektion mit Y. pestis sind verschiedene mikrobielle Toxine und Virulenzfaktoren, die das Bakterium bildet, von Bedeutung. Meist kommt es zur lymphogenen Streuung der Yersinien, klinisch erkennbar an charakteristischen blauschwarzen druckschmerzhaften Beulen (Bubonen). Kommt es zur Streuung in die Blutbahn, resultiert eine Sepsis, bei einer Streuung in die Lunge eine sekundäre Lungenpest mit hochinfektiösem Sputum. Die Krankheit endet als primäre Lungenpest unbehandelt fast immer tödlich, die Letalität der Bubonenpest wird mit 50–60 % angegeben. Die Diagnose der Pest erfolgt durch den Nachweis des Erregers im Bubonenaspirat, Sputum oder Blut. Dabei wird die Mikroskopie der klinischen Proben und Nachweismethoden nach Kultivierung der Bakterien eingesetzt.

## Meldepflicht
In Deutschland ist der direkte oder indirekte Nachweis von Yersinia pestis sowie von darmpathogenen Yersinia spp. namentlich meldepflichtig nach § 7 des Infektionsschutzgesetzes, soweit der Nachweis auf eine akute Infektion hinweist.
In der Schweiz ist der positive und negative laboranalytische Befund zu Yersinia pestis meldepflichtig und zwar nach dem Epidemiengesetz (EpG) in Verbindung mit der Epidemienverordnung und Anhang 3 der Verordnung des EDI über die Meldung von Beobachtungen übertragbarer Krankheiten des Menschen.